# Ikea
Ikea, stylisé IKEA, est une entreprise d'origine suédoise dont le siège social se trouve à Delft aux Pays-Bas, spécialisée dans la conception et la vente de détail de mobilier et objets de décoration prêts à poser ou en kit à assembler.
Créé en 1943 et inscrite dans le registre du commerce le 28 juillet 1943 par Ingvar Kamprad, le groupe Ikea est sous la tutelle depuis 1982, d'une part, d'une fondation de droit néerlandais, INGKA Holding B.V., détentrice des magasins et des usines, et d'autre part, d'une entreprise privée de droit néerlandais, Inter IKEA Holding B.V., détentrice des franchises et de la marque.
Les meubles Ikea sont tous dessinés par des designers dans la ville du premier magasin, Älmhult et 60 % des produits vendus par Ikea proviennent de l’Union européenne (UE).
Le groupe Ikea est fondé sur une structure juridique et financière complexe qui, d'après l'Union européenne, lui a permis d'éviter plus d'un milliard d'euros de taxes sur la période 2009-2014,. Il est contrôlé par différentes fondations basées aux Pays-Bas, au Luxembourg et au Liechtenstein.
Au titre de son exercice 2015-2016, le groupe suédois a réalisé une hausse globale de 7 % de son chiffre d'affaires, pour atteindre 34,2 milliards d'euros. Dans ses 422 magasins répartis dans cinquante pays (en 2018), l'entreprise a réalisé en 2018, un chiffre d'affaires de 38,8 milliards d'euros.

## Étymologie
La dénomination de l'entreprise est un acronyme créé à partir des premières lettres du nom du fondateur de la marque (Ingvar Kamprad), du nom de la ferme de ses parents (Elmtaryd) et du nom de son village (Agunnaryd).

## Histoire

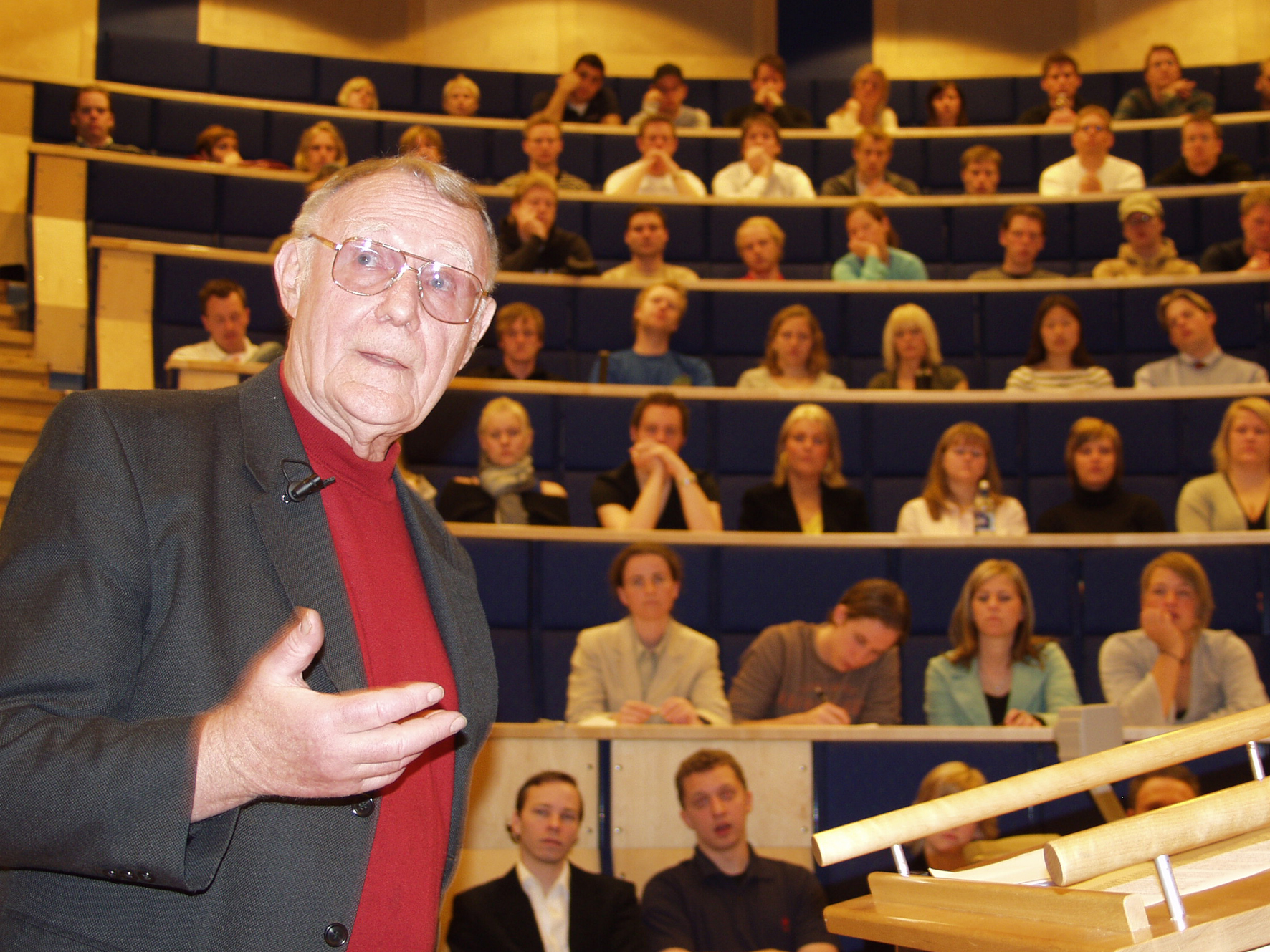
Ingvar Kamprad, fondateur d'Ikea, ici en 2005.

Ingvar Kamprad, fils de paysans, a la fibre du commerce très jeune. Dès l'âge de sept ans, il vend des allumettes qu'il livre à vélo. Puis, pendant une dizaine d'années, il complète son assortiment en achetant en gros du poisson, des graines, des stylos, des cadres, des articles de décoration et de papeterie qu'il stocke dans son abri de jardin avant de les revendre. Face au développement de son activité, il s'associe à un laitier et profite de la tournée de ce dernier en camionnette pour accroître sa clientèle. Le 15 juillet 1943, Kamprad inscrit le nom de son entreprise Ikea au registre de commerce suédois.
Le porte-à-porte étant une méthode de vente peu adaptée à ses ambitions, Kamprad décide de faire de la réclame dans la presse locale et de travailler avec un catalogue de vente par correspondance en 1945. Les premiers meubles (fabriqués par des artisans locaux) sont proposés en 1947. Il lance en 1949, la brochure de vente par correspondance Ikea news. Devant le succès de ce produit, Kamprad décide de se consacrer exclusivement à la vente de meubles en 1951. En 1953, il achète un atelier de menuiserie dans la ville voisine d'Älmhult (où se trouve toujours le centre stratégique du groupe, à savoir la conception des collections) et le convertit en salle d'exposition de meubles. En court-circuitant les intermédiaires, il propose des tarifs très compétitifs, mais doit faire face au boycott des fabricants de meuble (pressions exercées sur ses fournisseurs par ses concurrents), si bien qu'en 1955, l'entreprise fait le pari de concevoir le mobilier et de se lancer dans son propre design. Kamprad ayant observé que la rationalisation de la fabrication touchait peu les produits domestiques, il décide de les développer selon la devise « FFF », c'est-à-dire la « fonctionnalité », la « forme » et la « facilité » à être produit. En 1956, la formule qui fera la marque de fabrique de l'entreprise apparaît : les meubles sont livrés en paquets plats et sont montés par l'acheteur. Le premier magasin ouvre à Älmhult le 28 octobre 1958.
Afin de réduire les coûts, Kamprad décide en 1960 de faire fabriquer ses meubles en Pologne. Ikea est très vite devenue une entreprise mondialisée puisqu'elle s'est tournée dès 1961 vers la Pologne pour la fabrication en série. Les fonctions stratégiques de la multinationale sont en revanche toujours à Älmhult (Suède). Ikea compte aujourd’hui 1 220 fournisseurs dans cinquante-cinq pays, dont un tiers environ se trouvent en Asie. En 2001, la Chine devient le premier fournisseur de l'enseigne avec 18 % des produits du groupe. La marque peut pourtant avancer le « Design and Quality - Ikea of Sweden » puisque les meubles sont dessinés en Suède, où 7 % d'entre eux sont fabriqués,.
Ingvar Kamprad, le fondateur d’Ikea, meurt le 27 janvier 2018 à l’âge de 91 ans,.
En décembre 2018, Ikea annonce son intention de licencier 7 500 de ses 160 000 salariés pour « rendre l'organisation plus souple et moins bureaucratique et faire face à la croissance des coûts. » En février 2021, Ikea annonce reprendre une participation de 49 % dans Ikano Bank, banque qui offre notamment des services financiers aux clients d'Ikea, qu'il détenait jusqu'en 1988, date de sa vente à des fils d'Ingvar Kamprad.

## Concept et image

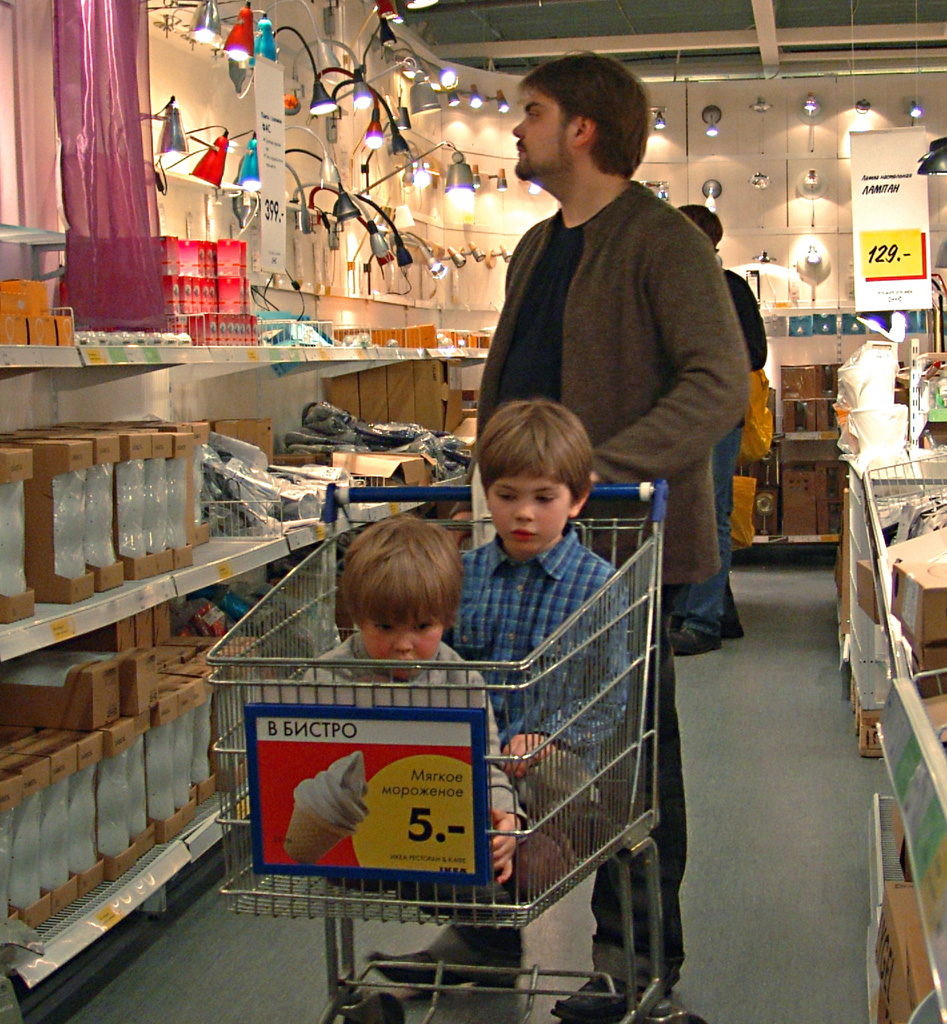
Section d'éclairage d'un magasin en Russie, avec les noms des produits en russe.

Le concept d’Ikea repose sur le libre-service de la grande distribution et sur le meuble en kit, emballé depuis 1956 dans un « paquet plat », moins cher à produire et à transporter et plus simple pour le client à rapporter lui-même à son domicile. Cette chasse aux coûts est synthétisée dans le Testament d'un négociant en meubles écrit par Kamprad et remis à tous les nouveaux employés. Les produits sont présentés dans un catalogue distribué à 220 millions d'exemplaires. Il s’agit du troisième ouvrage le plus publié au monde après la Bible et le Petit Livre rouge. Le premier catalogue Ikea est publié en 1949. Distribué à 250 000 exemplaires, ce n'est alors qu'une insertion publicitaire de neuf pages dans un journal suédois. Les légendes des photos sont écrites par le fondateur lui-même.
Dans le magasin, les clients se voient imposer un parcours, qui les oblige à découvrir l'ensemble des produits mis en situation pour susciter l'achat impulsif. Ikea développe parmi les premiers en Europe les services autour du magasin pour prolonger la durée de la visite. Ainsi, une cafétéria est implantée dans chaque magasin, et sert des plats suédois qui sont également proposés dans une boutique alimentaire après les caisses, ne réalisant pas une part importante du chiffre d'affaires des magasins directement. Cependant, il propose un service supplémentaire aux clients qui ne seront plus obligés de quitter l'établissement pour manger, et ainsi profiter au mieux.
L'image de la marque d'une offre à bas prix s'appuie sur la communication autour d'un fondateur dépeint comme économe et simple, qui s'allie à un design suédois au bois blond et aux lignes épurées.
L'identité suédoise d’Ikea est affirmée dans la reprise des couleurs nationales par le logo, par les noms des produits, composés d'un seul mot et pour la plupart d’origine suédoise, danoise, finnoise ou norvégienne. Bien qu’il y ait des exceptions, il existe un système de nomenclature reposant sur des noms de lieux ou fleuves scandinaves par exemple. Duktig (« bien élevé ») est une ligne de jouets pour enfants, Oslo est le nom d'un lit, Jerker (un nom suédois masculin) est un bureau, Kassett est un meuble de rangement. Une variété de meubles de bureau est nommée Effektiv (« efficace »). Skärpt (« aiguisé ») est une ligne de couteaux de cuisine.
Comme la conception des meubles, le suivi des tendances est internalisé. Des sociologues salariés identifient les modes de vie émergents (allongement du temps de résidence des enfants chez leurs parents, diversité des structures familiales, diminution des espaces de résidence, etc.). Les designers s’appuient par ailleurs sur l’utilisation de boîtes à idées mises à disposition dans les magasins. Ils s’attachent à faire écho à la culture de différentes régions de la planète et sont issus d'origines différentes (Kenya, Suède, Suisse, Japon…). Ainsi, les Italiens, férus de chaussures, ont poussé les Suédois à proposer des meubles ad hoc de rangement, donnant naissance aux célèbres armoires à chaussures.

### Évolution du logo

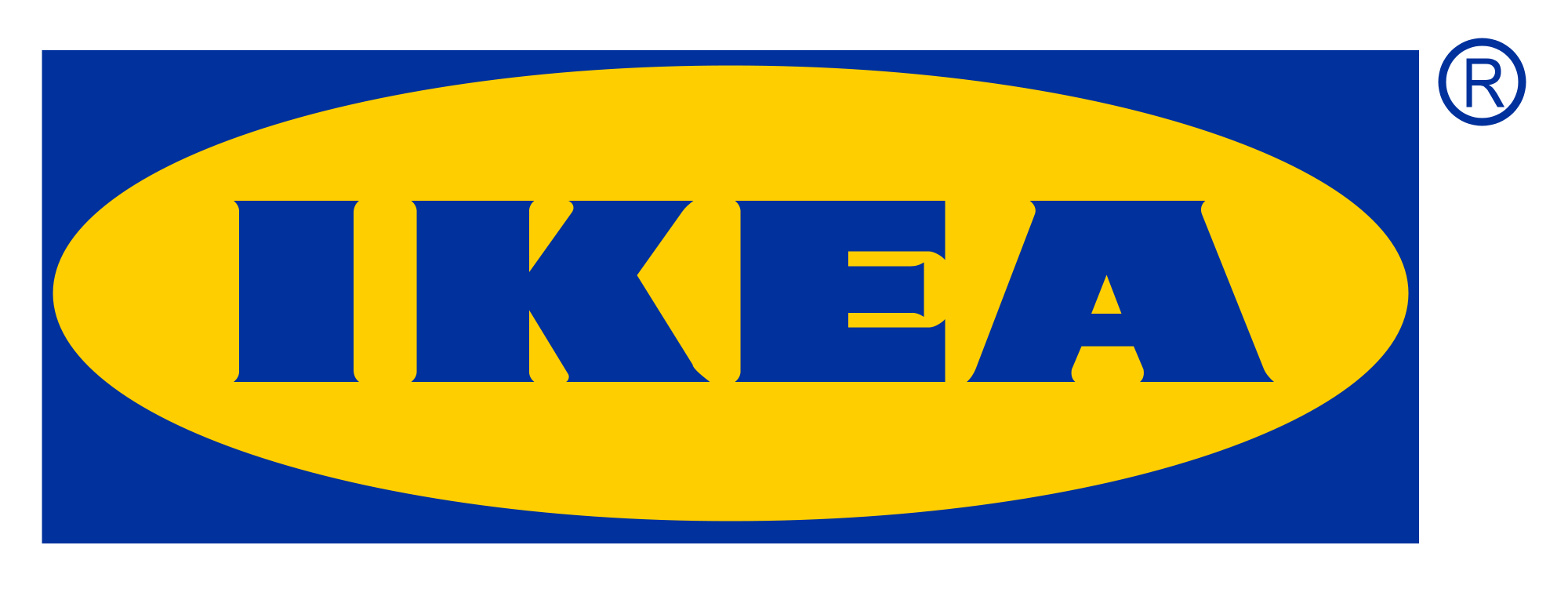
avant 2019
Depuis avril 2019

### Une communication LGBT-friendly

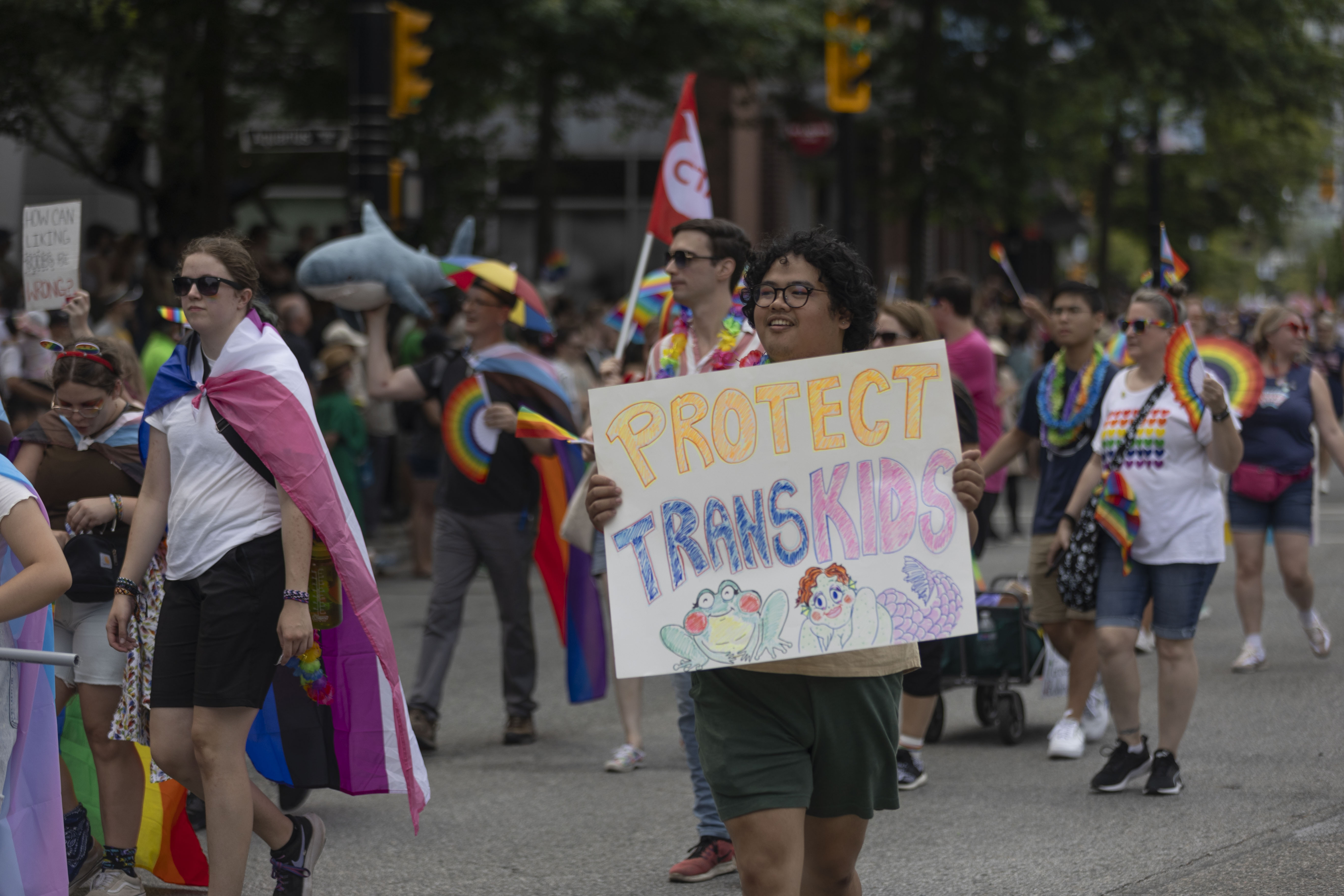
un Blåhaj est brandi lors d'une marche des fiertés de Vancouver au Canada.

Ikea inclut régulièrement des couples gays dans ses publicités avec des slogans rappelant celles du mouvement LGBT, comme la campagne « All homes are created equal » (« toutes les maisons sont les mêmes »), réalisée aux États-Unis en 2016. La marque lance aussi une gamme de canapés aux couleurs des drapeaux LGBT en 2021. 
Ce positionnement n'est pas sans créer de polémique, notamment à la suite de la campagne Siamo aperti a tutte le famiglie (nous sommes ouverts à toutes les familles) de 2011 en Italie.
Le requin en peluche Blåhaj devient spontanément un symbole de la communauté transgenre en ligne à partir de 2020. L'entreprise semble reconnaître ce phénomène lorsque l'entreprise diffuse une série de publicités en faveur du référendum suisse sur le mariage homosexuel de 2021 mettant en vedette le jouet. 

## Organisation
Au niveau hiérarchique, il existe huit niveaux entre le PDG du groupe et un employé de magasin. Au sein d'un magasin, l'organisation est la suivante : le directeur du magasin (Market Manager), des responsables de département (RD) : ressources humaines (People & Culture), administratif (business navigation operational manager), restaurant (Ikea food manager), l'équipe commerciale (responsables des départements vente, logistique, communication et aménagement, la Com&In et relations client - RC). Dans chaque département, des responsables de services (RS) sont assistés par des collaborateurs. Dans le département vente, les responsables des différentes familles de produits (les shopkeepers -SK) sont présents dans chacun des rayons
L'espace de vente des magasins est divisé en trois zones distinctes :
- le salon d'exposition (Showroom), où tous les meubles sont présentés en situation au sein de pièces types (séjour, chambre, cuisine…) ;
- le libre-service marché (Market Hall), où se trouve tout ce qui peut compléter l'ameublement : du petit objet de décoration au tapis, en passant par les lampes ;
- le libre-service meuble (LSM), où sont à retirer la plupart des meubles vus à l'exposition.

### Direction
En septembre 2017, Jesper Brodin est nommé P-DG d’Ikea. Il remplace Peter Agnefjäll P-DG de la société depuis 2013. Il avait lui-même succédé à Mikael Ohlsson,.

## Services
Ikea propose des services pour aménager sa cuisine, notamment Ikea HomePlanner, un logiciel de modélisation tridimensionnelle qui permet de dessiner sa cuisine en trois dimensions à partir de modèles de meubles proposés par l'enseigne.
Dans la plupart des magasins, une épicerie suédoise appelée en interne Swedish Food Market propose une gamme de produits alimentaires à connotation suédoise (saumon, vin chaud, boulettes de viande surgelées), et quelques produits grand public.
À partir de 1959, Ikea commence à ouvrir des restaurants dans certains de ses magasins avec pour objectif de sustenter les clients pendant leurs achats. En 2016, cette activité pèse 1,8 milliard d'euros dans le monde, soit 5,4 % de son chiffre d'affaires, entre 15 % et 20 % des clients venant chez Ikea uniquement pour se restaurer. 550 millions de boulettes de viande sont ainsi servies par an à l'échelle de la planète.

## Politique sociale
Le groupe vante un management proche du salarié, à travers la collaboration et la solidarité entre employés, le respect et le tutoiement, la parité, etc. Des salaires les plus bas supérieurs de 11 % au SMIC et des avantages comme un treizième mois, une mutuelle et des restaurants d'entreprise permettent à Ikea de présenter un taux de 79 % de salariés satisfaits de leur travail dans son rapport sur le développement durable de 2009. Mais plusieurs mouvements sociaux, notamment en France et en Turquie, des accusations de violations des droits syndicaux dans plusieurs pays par l'UNI global union, et en France la surveillance des salariés et des clients, s'opposent à l'image du « modèle suédois »
— la révélation des agissements de l'entreprise dans ce domaine a même contraint la société à se séparer en 2012 de quatre dirigeants de la branche française. L'accord-cadre signé en mai 1998 avec l’International Federation of Building and Wood Workers (IFBWW) prévoit qu'en cas de problèmes constatés, leur résolution doit se faire en interne.
En 1994, à la suite de l'achat de tapis fabriqués par des enfants au Pakistan, Ikea a entamé une large réflexion sur ses collaborations avec ses sous-traitants. Cela aboutira à la création d'un code de conduite applicable à tous ses fournisseurs, excluant notamment le travail des enfants. S'il existe un code de conduite dans les domaines de l'environnement et du travail (l’IWAY), qui s'appuie en grande partie sur les législations locales, ses garanties ne sont pas toujours respectées, notamment le droit de s’associer en syndicat.

## Politique environnementale
Dans une optique de compensation de sa consommation en bois, Ikea développe, à partir des années 1990, des partenariats avec le Fonds mondial pour la nature (WWF) et Greenpeace, et s'implique dans de nombreuses actions de reforestation. Le code de conduite IWAY, imposé par Ikea à ses fournisseurs, contient une section dédiée à assurer une exploitation durable des forêts et à promouvoir la reforestation. Ces initiatives sont critiquées et qualifiées de greenwashing,.
Ikea est le premier consommateur de bois au monde. Sur l'année fiscale 2022, l'entreprise a consommé 20 millions de mètres cubes de bois, soit 1% de la production mondiale de bois. Selon l'entreprise, sur l'année fiscale 2023, environ 80% de son bois répondait au label Forest Stewardship Council (FSC). Cette certification FSC cependant est sujette à caution, Ikea étant partie prenante de l'ONG et les certificateurs étant payés directement par les entreprises souhaitant obtenir le label, (voir les critiques associées au label Forest Stewardship Council: Mises en cause de l'efficacité des labels).
Ikea consomme du bois en provenance de différents pays dans le monde (Suède, Pologne, les Pays Baltes, Brésil, Nouvelle-Zélande,...). La Suède qui doit s’assurer que le groupe Ikea continue de trouver du bois défend un modèle de sylviculture intensive, basé sur les coupes à ras et la monoculture. Cette politique est critiquée en Suède et dans d'autres pays
- En 2020, l'ONG Earthsight accuse Ikea, ainsi que d'autres entreprises, de vendre des produits fabriqués à partir de bois abattu illégalement lors des « périodes de silence » qui, du mois d'avril à la mi-juin impose en Ukraine une pause dans l'abattage, destinée à permettre à la faune locale de se reproduire en toute tranquillité, dans les Carpates ukrainiennes[50],[51]. En 2021, Earthsight dénonce l'utilisation par Ikea de bois prélevé illégalement de forêts protégées en Russie[52].
- Depuis 2015, Ikea est le premier propriétaire privé de terres forestières en Roumanie. L'entreprise est régulièrement accusée de tirer profit et de contribuer à la corruption, au trafic illégal de bois et à la violence envers les militants écologistes dans le pays[45],[53].
- Au Brésil, l'entreprise Artemobili, sous-traitant pour Ikea, a écopé de 2 amendes pour atteintes à l’environnement : pour abattage d’arbres dans une zone non autorisée, enfouissement illégal de produits chimiques en 2018, et pour la construction d’une scierie sans autorisation sur une zone déboisée, en 2022[54].
- Depuis 2021, Ikea a acquis plusieurs milliers d'hectares de terres en Nouvelle-Zélande où la plantation d'arbres à croissance rapide permettra de réduire le bilan carbone global de l'entreprise. Ce pays doit devenir sa principale réserve des crédits carbones. Cette initiative qui menace les écosystèmes indigènes est dénoncée par les populations Maoris locales qui vivent sur ces terres[55].

## Design

### Design Ikea
Parmi les différentes collections de meubles et d'accessoires Ikea, certains objets sont devenus des références pour la marque et représentent son approche du design. Ainsi, la lampe « Varmblixt Donut » de Sabine Marcelis en 2023, les tables « Lövbacken » (Gillis Lundgren ; 1956) et « Fusion » (avec des chaises assorties ; Sandra Kragnert ; années 1970), les fauteuils « Järpen » (Niels Gammelgaard ; 1983) et « Mila » (Gillis Lundgren ; 1967) ainsi que l'étagère « Guide » de Niels Gammelgaard (1985), constituent des objets emblématiques du design de la marque suédoise,.
Des objets Ikea non conçus pour l'ameublement ont également acquis un statut d'emblème pour la marque, notamment en raison de leur succès auprès du public. Le sac bleu Ikea (« Frakta »), dont l'esthétique est associée à l'entreprise suédoise, s'est ainsi imposé pour sa robustesse, sa praticité et son prix peu onéreux.
En 2016, l'entreprise ouvre à Älmhut un musée dédié aux meubles et accessoires emblématiques de ses collections,,. De plus, certains objets sont présentés au public à l'occasion de salons ou d'expositions temporaires.

### Copie, inspiration et référence
En raison de leur succès et de leur statut de référence culturelle, certains objets conçus par l'entreprise ont été copiés, ont servi de modèle ou sont simplement perçus par la population comme des références. En 2017, la marque de mode Balenciaga lance un sac dont le design rappelle le sac bleu « Frakta ». Le sac Balenciaga est d'abord moqué sur les réseaux sociaux pour la différence de prix entre les deux objets. De son côté, l'entreprise suédoise poursuit dans cette voie et lance une campagne de communication humoristique.
À l'inverse, Ikea reprend parfois le design d'objet iconique, notamment du design scandinave. L'entreprise finnoise Artek critique ainsi son concurrent suédois pour sa réappropriation premier prix du tabouret Stool 60 d'Alvar Aalto et lui reproche d'appauvrir l'héritage culturel et la propriété intellectuelle défendue par Artek.

### Liste de designers
- Virgil Abloh
- Sarah Andelman
- Tom Dixon
- Markus Engman
- Niels Gammelgaard
- Gillis Lundgren
- Sabine Marcelis
- Monika Mulder
- Chris Stamp
- Per B. Sundberg

## Structure juridique et financière
La holding propriétaire (Inter Ikea Systems BV) est basée aux Pays-Bas comme une fondation charitable qui n'a pas l'obligation de publier ses résultats complets. C'est une société à but lucratif. C'est à cette holding qu'appartiennent la marque et la propriété intellectuelle de tous les produits Ikea. Cette holding est elle-même détenue par Inter Ikea Holding, enregistrée au Luxembourg. Des royalties de 3 % du prix de vente de tous les produits lui sont reversés directement. Cette holding est détenue par Interogo, une fondation basée au Liechtenstein et contrôlée par la famille Kamprad elle-même.
Les magasins franchisés sont gérés par Ikea Group qui appartient à Ingka Holding, une société néerlandaise. Celle-ci est à son tour la propriété de Stichting Ingka Foundation, une fondation à but non lucratif et exemptée d’impôts.

## Implantations

Les pays où Ikea est implanté:
Présence de Ikea
Ouvertures futures
Ancienne présence de Ikea

Ikea possède des magasins en Europe, Amérique du Nord, Amérique Latine, Moyen-Orient, Asie et Océanie.
Implanté depuis 1978 aux Pays-Bas, Ikea Netherlands y a ouvert douze magasins.
En Belgique depuis 1984, Ikea Belgium en a huit autres.
Au Canada, on compte douze magasins, le plus grand Ikea de l'Amérique du Nord est situé à Montréal (Québec), dans l'arrondissement de Ville-St-Laurent. De plus, sur la rive-sud de Montréal, la seule succursale localisée se trouve à Boucherville.
Le plus grand magasin d'Europe est implanté à Stockholm (55 200 m2). Il a ouvert ses portes en 1965.
Ikea ouvre son premier magasin en Croatie en 2014.
Quelques années plus tard, Ikea ouvre son premier magasin en Serbie le 10 août 2017.
Ikea possède un magasin en Thaïlande, à Bang Na dans la banlieue de Bangkok. Ikea a ouvert son premier magasin en Afrique en 2013, en Égypte au Caire. Ikea a ouvert son premier magasin au Maroc le 16 mars 2016 à Casablanca.
En 2010, IKEA ouvre son premier magasin en Amérique latine, en République dominicaine, suivi des magasins au Mexique, Chili et Colombie.

### Allemagne
Depuis 2017, Ikea compte cinquante-quatre magasins en Allemagne.

### Amérique Latine
Le 17 février 2010, IKEA ouvre son premier magasin en l'Amérique latine à République Dominicaine, et en 2018 manifeste son idée d'ouvrir plusieurs de magasins en la region. 
Au Mexique, IKEA ouvre son premier magasin le 8 avril 2021 dans le centre commercial "Oceanía" à Mexico, le deuxième magasin a été ouvert le 11 août 2022 dans le centre commercial "Vía San Angel" à Puebla.
Le premier magasin en l'Amérique du Sud et au Chili a été ouvert le 10 août 2022 dans le centre commercial "Open Kennedy" à Las Condes, Santiago, et le deuxième magasin a été ouvert dans le centre commercial "Mallplaza Oeste" à Cerrillos, Santiago.
Le premier magasin en Colombie a été ouvert le 28 septembre 2023 dans le centre commercial "Mallplaza NQS" à Bogota.

### Belgique

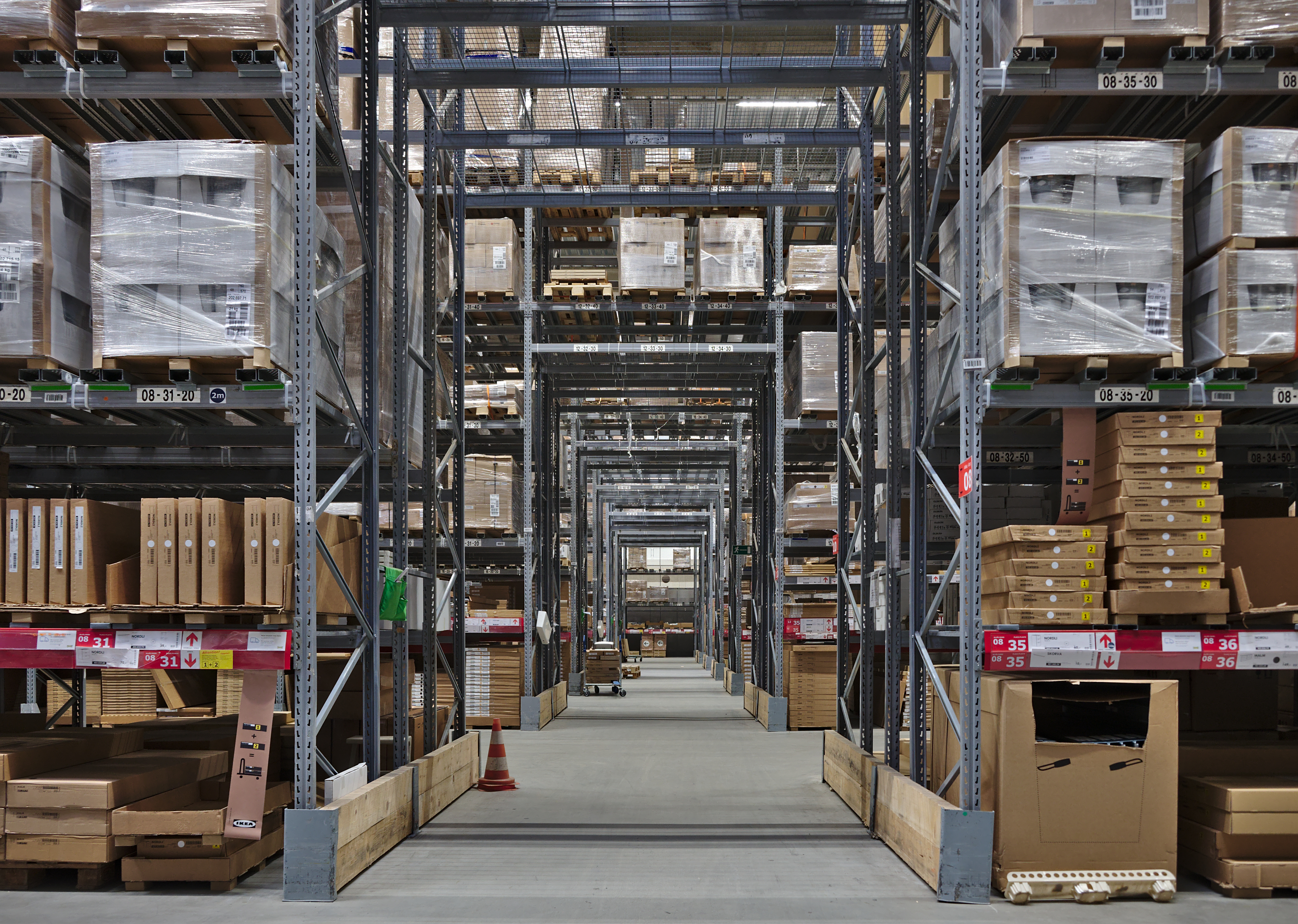
Entrepôt Ikea d'Anderlecht.

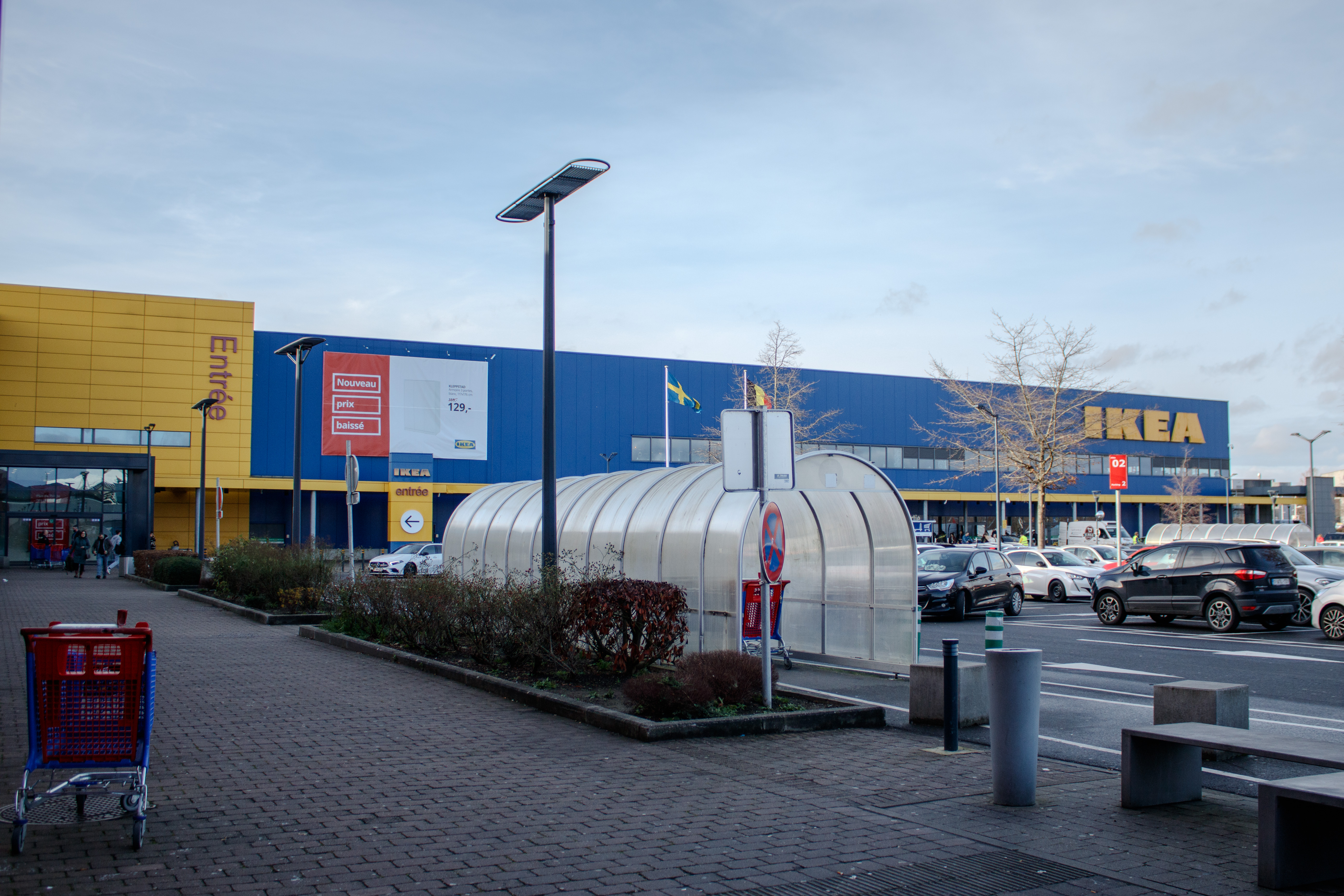
Ikea de Mons.

En 2020, Ikea possède huit magasins en Belgique :
- Anderlecht
- Arlon
- Gent
- Hasselt
- Liège
- Mons, attaché au centre commercial des Grands Prés
- Wilrijk
- Zaventem

### Canada
Au début des années 2000, Ikea Canada possède cinq grands magasins de meubles. En 2022, la compagnie en possède quatorze.

#### Québec
- Montréal : Le premier magasin Ikea de Montréal ouvre ses portes en décembre 1982 dans le centre commercial Place Alexis-Nihon, au centre-ville, occupant alors le 3e étage. À la suite d'un manque de places de stationnement et face à la popularité croissante, le magasin déménage en mai 1986 sur le boulevard Cavendish dans l'arrondissement de Ville Saint-Laurent, en bordure de l'autoroute 40 (Transcanadienne). Entre 2012 et 2013, il est entièrement rénové et agrandi, passant de 22 062 à 43 636 m2 (469 694 pieds carrés) pour devenir le plus grand magasin d'Amérique du Nord, dépassant celui d'Ottawa, qui détient le titre depuis 2011. Le restaurant passe de deux cents à six cents places assises, et on y compte plus de mille quatre cents places de stationnement[71].
- Boucherville : Le deuxième Ikea du Québec y ouvre ses portes en mars 2003. Il est situé dans la région métropolitaine de Montréal, sur la rive sud du fleuve Saint-Laurent, dans le Carrefour de la Rive-Sud en bordure de la très achalandée autoroute 20. Ce centre commercial extérieur doit son existence à Ikea, qui fut le premier à s'y installer. Des travaux d'agrandissements de l'entrepôt sont réalisés fin 2012 et début 2013 — en même temps que les travaux faits à la succursale de Montréal — afin de contenir plus de marchandises en stock. Ce magasin est très achalandé, en plus d'accueillir un très grand nombre de clients de l'est du Canada, qui ne possèdent pas de magasins Ikea pour le moment.
- Québec : Il y a un vrai magasin Ikea à Québec dans le centre commercial Lebourgneuf (démoli en 2001) jusqu'en juillet 1996. Le premier centre de collecte Ikea pour les commandes faites en ligne ouvre à Québec dans le secteur Sainte-Foy le 1er décembre 2015, dans un ancien supermarché Maxi. Cependant, il ne s'agit pas d'un vrai magasin Ikea avec tous les services que l'on retrouve normalement dans un magasin Ikea complet. Dans ce centre de collecte, on y retrouve seulement une sélection de 99 produits sélectionnés parmi les plus populaires, et des stations de commandes en ligne avec des ordinateurs sont disponibles pour passer des commandes. On n'y retrouve pas de restaurant, ni de bistro, ni d'épicerie suédoise, ni la plupart des accessoires tels que chandelles, cadres, tissus. Cependant, vu le succès du centre de collecte de Ste-Foy, le 8 septembre 2016, Ikea annonce la construction prochaine d'un véritable magasin Ikea à Sainte-Foy, à l'intersection des Autoroutes 40 et 540, sur la rue Blaise-Pascal. L'ouverture très attendue du magasin à Québec, le 22 août 2018[72], attire la foule. Deux heures avant l'ouverture des portes, la file d'attente est évaluée à trois mille personnes, dont certaines arrivées le soir précédent[73].

### Corée du Sud

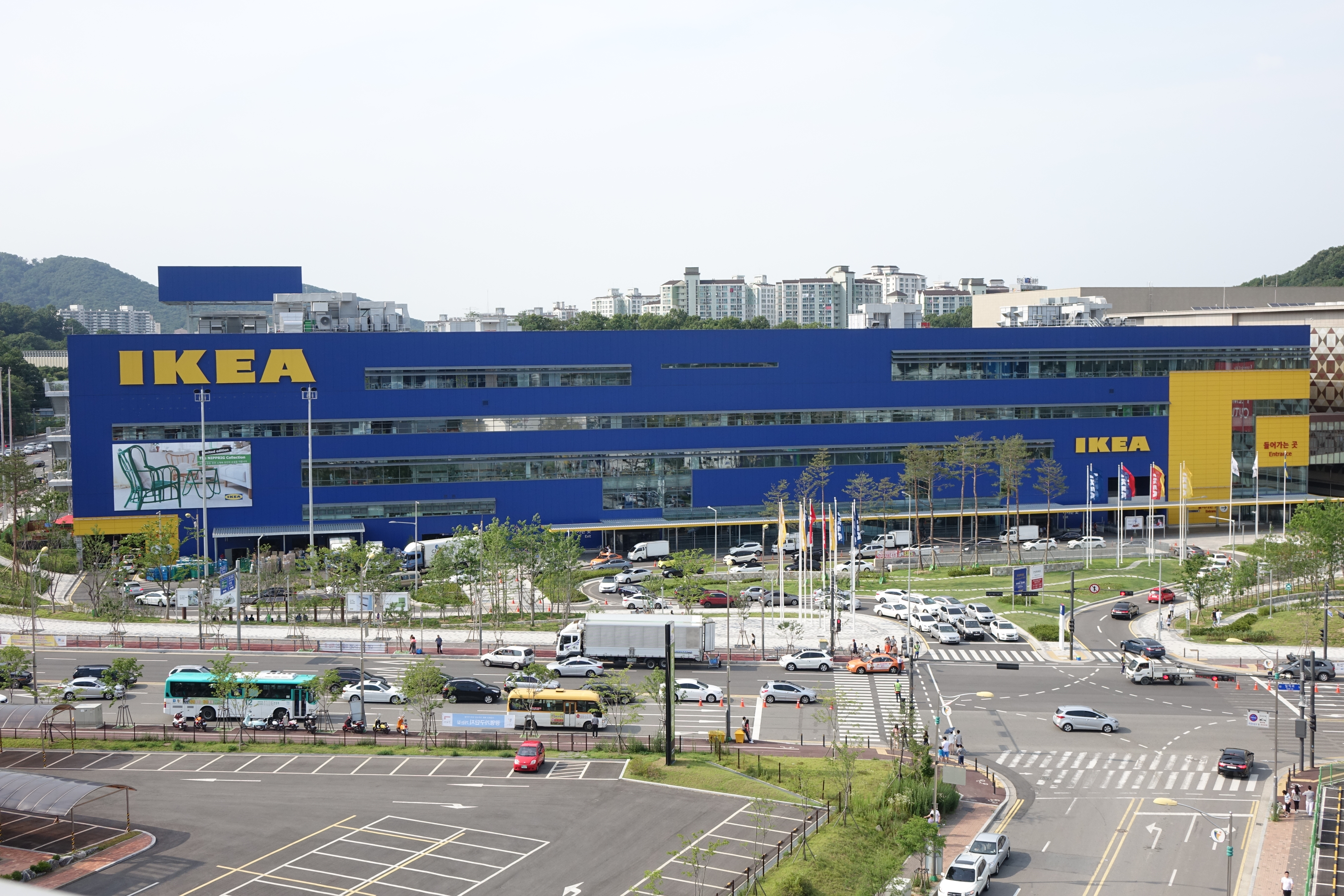
Le magasin Ikea de Gwangmyeong.

La Corée du Sud compte deux magasins dont le deuxième plus grand Ikea du monde situé à Goyang avec 59 000 m2.

### États-Unis

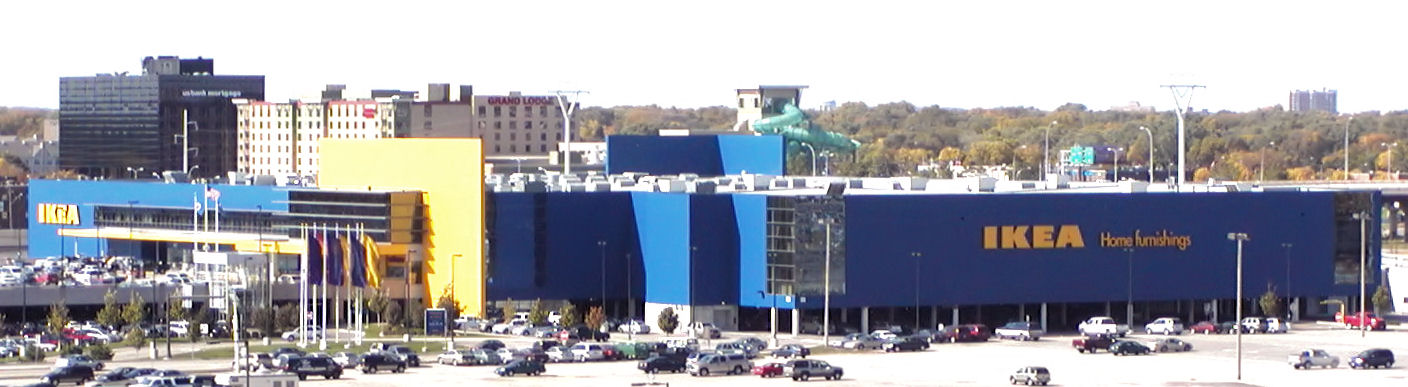
Le magasin Ikea de Bloomington.

Il existe trente-huit magasins Ikea aux États-Unis.

### Finlande
La Finlande compte six magasins dont deux situés dans le Grand Helsinki.

### France

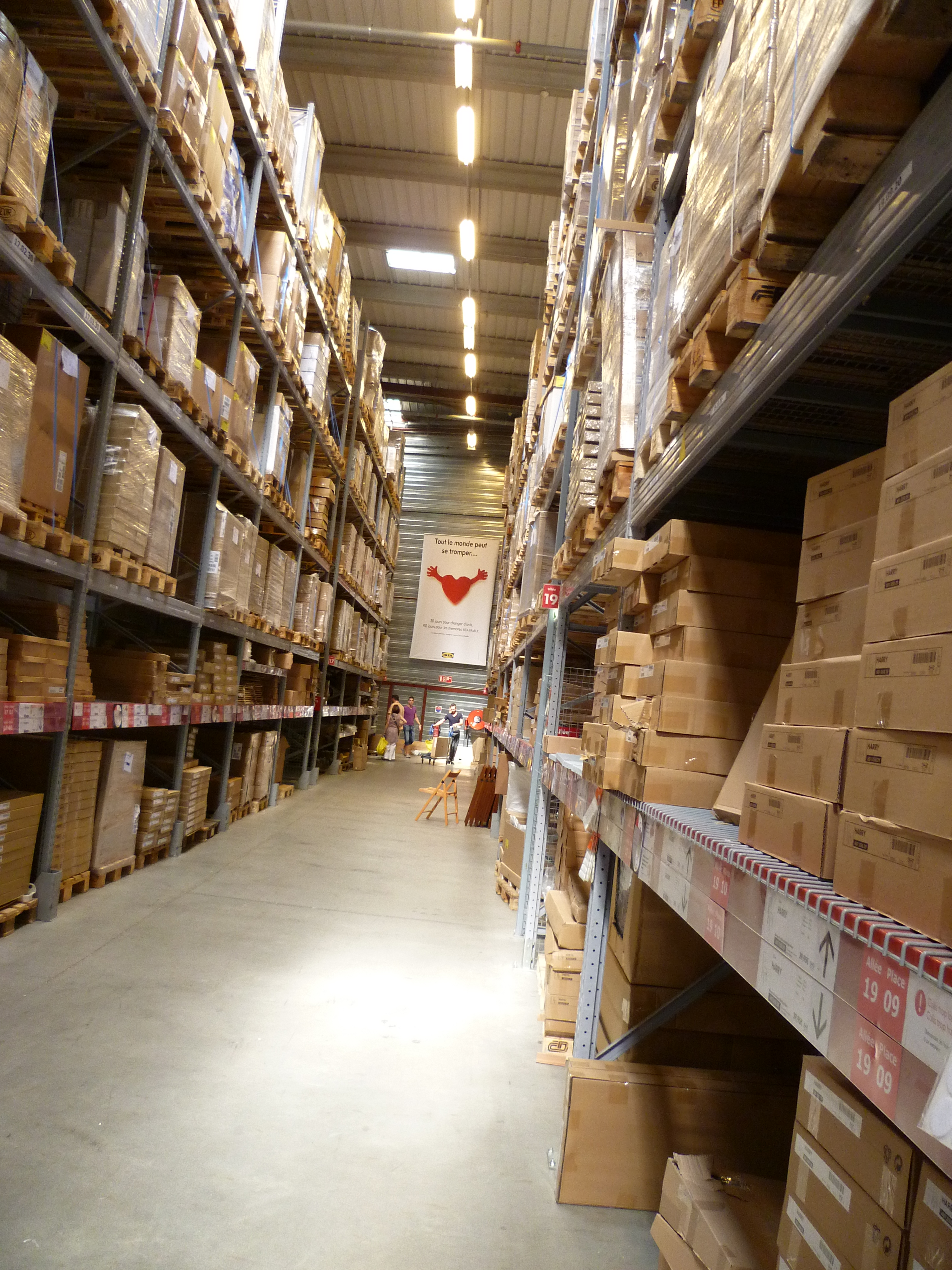
Les entrepôts Ikea de Roques (Haute-Garonne).

La filiale française Meubles Ikea France SAS (avant 2014 Meubles Ikea France SNC) possède trente-six magasins ouverts en France. Le premier magasin a ouvert en 1981 à Bobigny. En 2009, la FNAEM a confirmé qu'Ikea était devenu le numéro 1 du meuble en France avec une part de marché de 15,7 %. En 2013, Ikea possède une part de marché de 17,9 % et un chiffre d'affaires de 2,39 milliards d'euros. En 2017, Ikea France a réalisé un chiffre d'affaires de 2 756 M€, dégagé un résultat de 77 M€ et employé 9 758 personnes.
Les principaux concurrents d’Ikea dans le secteur du jeune habitat en France sont Conforama, But, Fly et Alinéa.
Nommé en avril 2017, Walter Kadnar prend la direction de la filiale française d’Ikea le 1er septembre 2017,.
En 2018, la justice française reconnait l'existence d'un « système […] à grande échelle » établi par Ikea pour se renseigner sur des candidats à l’embauche et sur ses salariés. Ces informations provenant en partie d’une consultation illicite des fichiers de la police et de la gendarmerie. Quinze personnes pourraient être renvoyées devant une juridiction pénale, parmi lesquelles cinq policiers et deux anciens patrons de la chaine de magasins en France : Jean-Louis Baillot (en poste de 1996 à 2009) et son successeur Stefan Vanoverbeke.
En mai 2019, Ikea France ouvre son premier magasin en centre-ville à Paris. Doté d'une superficie de 5 000 m2, ce magasin est quatre fois plus petit que les magasins traditionnels situés en périphérie des villes.
|                                        | 2015  | 2016  | 2017  | 2018   | 2019   | 2020   |
| -------------------------------------- | ----- | ----- | ----- | ------ | ------ | ------ |
| Chiffre d'affaires en millions d'euros | 2 455 | 2 687 | 2 756 | 2 836  | 3 006  | 2 803  |
| Résultat net en millions d'euros       | + 43  | + 64  | + 77  | + 73   | + 75   | - 26   |
| Effectif moyen annuel                  | 9 014 | 9 401 | 9 758 | 10 064 | 10 099 | 10 336 |

#### Condamnation pour espionnage des salariés
Le procès de la société et de quinze personnes pour « collecte de données à caractère personnel dans un fichier par un moyen frauduleux », « détournement de la finalité d’un traitement de données à caractère personnel », « divulgation illégale volontaire de données à caractère personnel », « violation du secret professionnel » commence le lundi 22 mars 2021. Il fait suite à des révélations du Canard enchaîné et de Mediapart en 2012. Le 15 juin 2021, Ikea France est condamné à 1 million d’euros d’amende pour l’espionnage de ses employés.

### Grèce
La Grèce compte cinq magasins dont deux à Athènes et son agglomération.

### Hong Kong
Le premier magasin ouvre à Hong Kong (quand cette dernière était encore une colonie britannique) à Tsim Sha Tsui. Ce magasin d'origine a ensuite été déplacé. Depuis 2007, Ikea a trois magasins à Hong Kong : Causeway Bay, Kowloon Bay, Shatin et un entrepôt à Sheung Shui. Tous sont des franchises appartenant à Dairy Farm International Holdings. Le magasin de Shatin a été agrandi en décembre 2009. À l'été 2010, le magasin de Kowloon Bay a été déplacé de Telford Plaza à Megabox. Avec une superficie de 14 000 m2, c'est le plus grand magasin Ikea de Hong Kong.

### Inde
Après une première tentative infructueuse en raison d'une loi sur les investissements étrangers, Ikea s'implante en Inde une deuxième fois. Son premier magasin ouvre en 2018 à Hyderabad.

### Israël

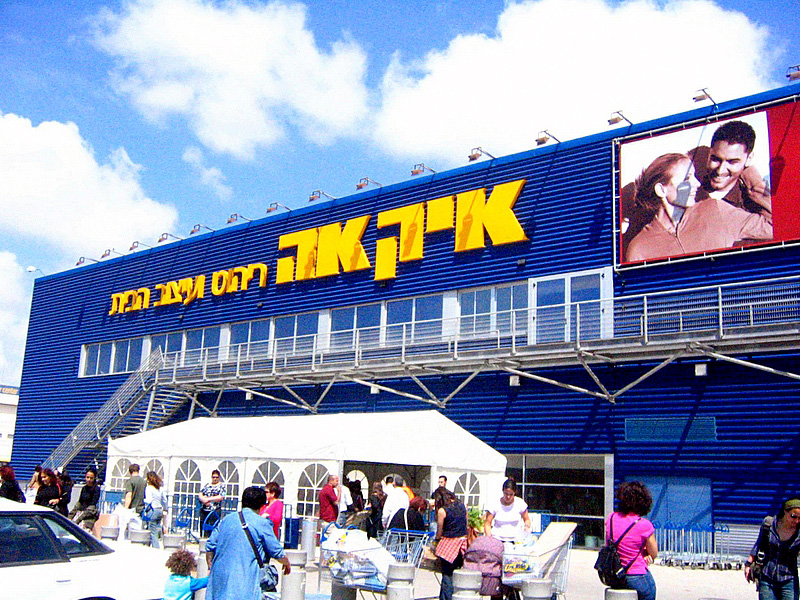
Le magasin Ikea de Nethanya.

Ikea, qui s'écrit איקאה en hébreu, possède trois magasins (franchises) en Israël.
| Implantation  | Année d'ouverture | Surface de vente | Notes |
| ------------- | ----------------- | ---------------- | --- |
| Netanya       | Avril 2001        | 2 000 m2         | Premier magasin Ikea ouvert en Israël, accueillant jusqu'à sept mille clients par jour. il a été entièrement détruit par un gigantesque incendie, au matin du samedi 5 février 2011. |
| Rishon LeZion | 2010              | ?                | |
| Kiryat-Ata    | 11 mars 2014      | ?                | [ 88 ] |

### Italie
L'Italie compte vingt-et-un magasins dont trois situés à Milan et deux à Rome, la capitale. Le premier magasin Ikea ouvre en 1989 à Cinisello Balsamo, près de Milan.

### Maroc

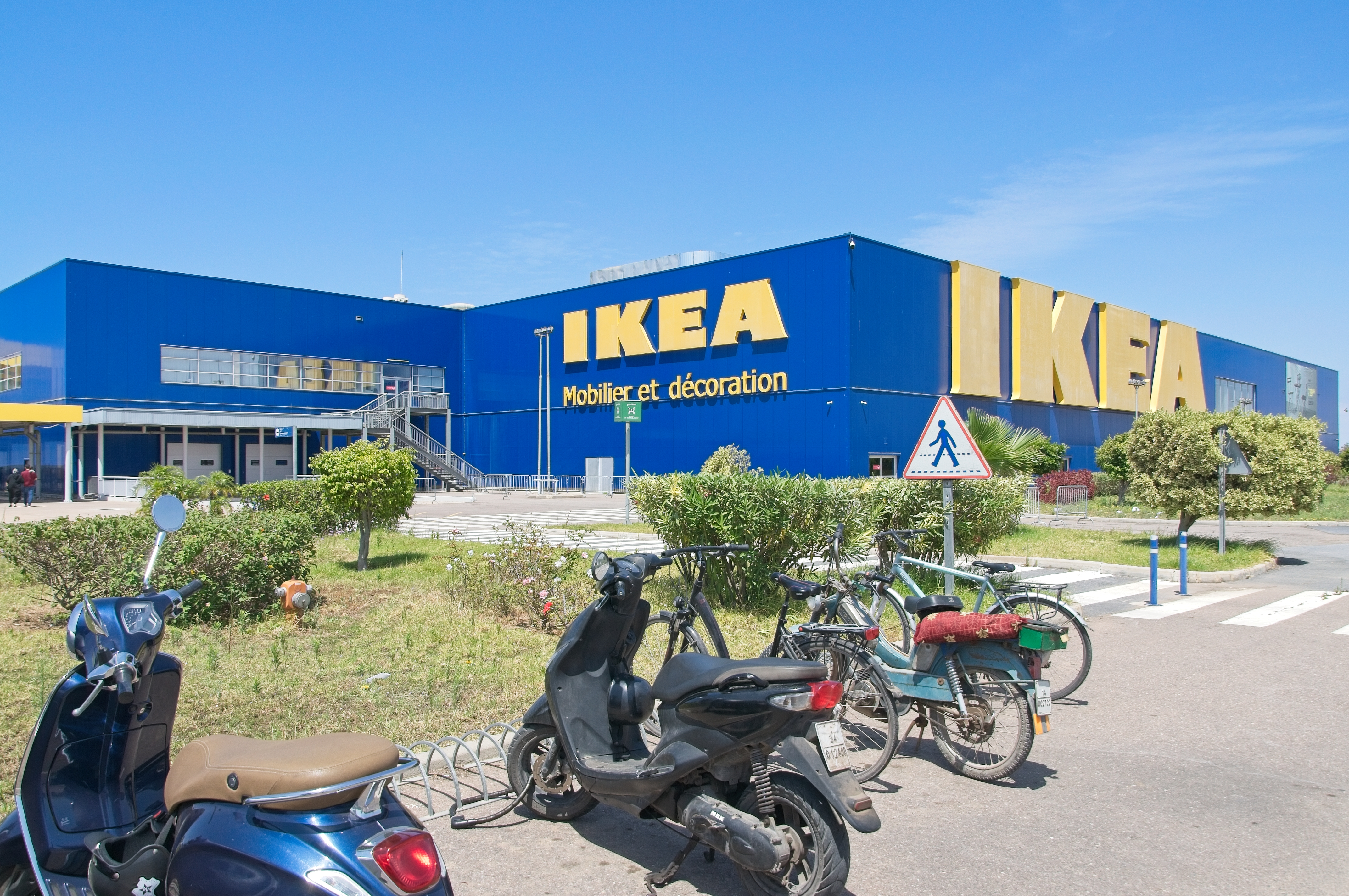
Le magasin IKEA Zenata au Maroc le 9 juin 2024

Le Maroc compte trois magasins, dont un à Casablanca, un second dans son agglomération à Zenata.
En 2023, un troisième magasin ouvre à Cabo Negro au nord du pays.
Les magasins sont pilotés par un franchisé basé au Koweït.

### Koweit
Le Koweit compte trois magasins tenu par un franchisé qui gère également IKEA au Maroc.

### Pologne

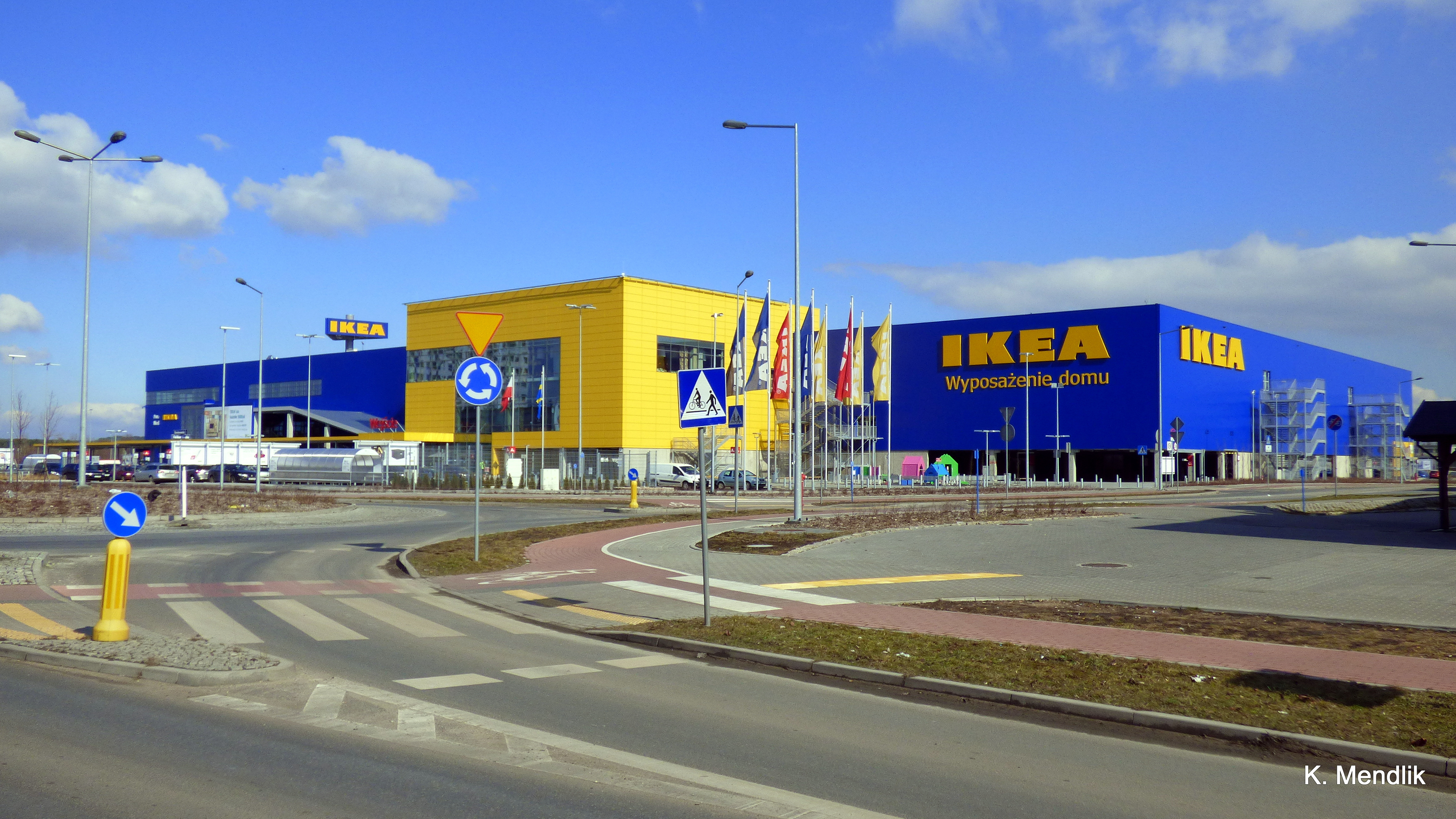
Le magasin Ikea de Bydgoszcz.

La Pologne compte onze magasins dont trois situés dans la capitale Varsovie.
Ikea Wrocław est le plus grand magasin Ikea de Pologne avec une surface de vente de 37 705 m2.
Ikea Varsovie-Janki est situé à Janki, douze kilomètres au sud-ouest de la capitale polonaise. Premier Ikea ouvert en Pologne, en 1990.

### République tchèque

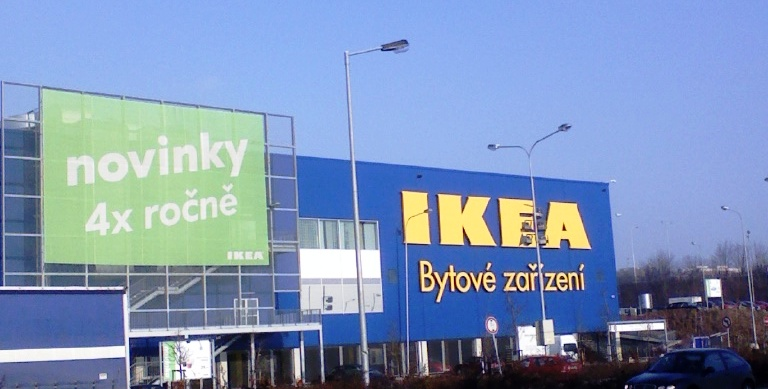
Le magasin Ikea de Prague-Černý Most.

La République tchèque compte quatre magasins dont deux situés dans la capitale Prague.

### Royaume-Uni
Le Royaume-Uni compte vingt-et-un magasins dont quatre situés dans le Grand Londres, deux en Écosse, un au Pays de Galles et un en Irlande du Nord.

### Russie
La Russie compte dix-sept magasins. À la suite du conflit en Ukraine, IKEA a annoncé, jeudi 3 mars 2022, la suspension de ses activités en Russie et en Biélorussie, affectant près de 15 000 employés, les 17 magasins et trois sites de production.

### Serbie
Ikea compte un magasin en Serbie, à Belgrade qui a ouvert ses portes le 10 août 2017. Il se situe au Sud-Est de Belgrade, au 11, rue Astrid Lindgren 11231 Belgrade.

### Suisse
Le premier magasin Ikea hors de Scandinavie ouvre ses portes à Spreitenbach, près de Zurich en 1973. La Suisse compte neuf magasins dont deux situés en Suisse romande et un en Suisse italienne.
Un magasin est situé à Aubonne, dans le canton de Vaud, depuis 1979. D'une surface de 22 500 à 27 500 m2, il est le premier magasin en Suisse romande.

## Ikea Industry
Ikea Industry (en) est la filiale industrielle d’Ikea qui regroupe les activités anciennement réalisées par Swedwood et Swedspan. Cette filiale produit des meubles en bois (en bois massif, panneaux de fibres de bois, panneaux de particules ou panneaux de fibres à haute densité).

### Sites de production

#### Pologne
La Pologne est la plus importante base industrielle pour Ikea Industry. Les sites de production se situent dans les villes de : Babimost, Goleniów, Konstantynów, Lubawa, Orla, Resko, Skoczów, Stalowa Wola, Stepnica, Wielbark, Zbąszynek et Zbąszyń.
En 2020, Ikea Industry annonce la fermeture de la scierie de Chociwel, entrainant la perte de 147 emplois.

#### Suède
- Glommersträsk : scierie revendue en 2018
- Hultsfred
- Lycksele : usine revendue en 2017[97]
- Malmö (Klipphult)
- Älmhult

#### Russie
- Novgorod
- Tikhvine
- Viatka

#### Slovaquie
- Jasna
- Majcichov
- Malacky
- Trnava

#### Chine
- Dalian
- Nantong

#### États-Unis
- Danville : fermeture prévue pour décembre 2019. L'activité serait délocalisée en Europe et entrainerait la perte de 300 emplois[98]

#### Portugal
- Paços de Ferreira

#### France

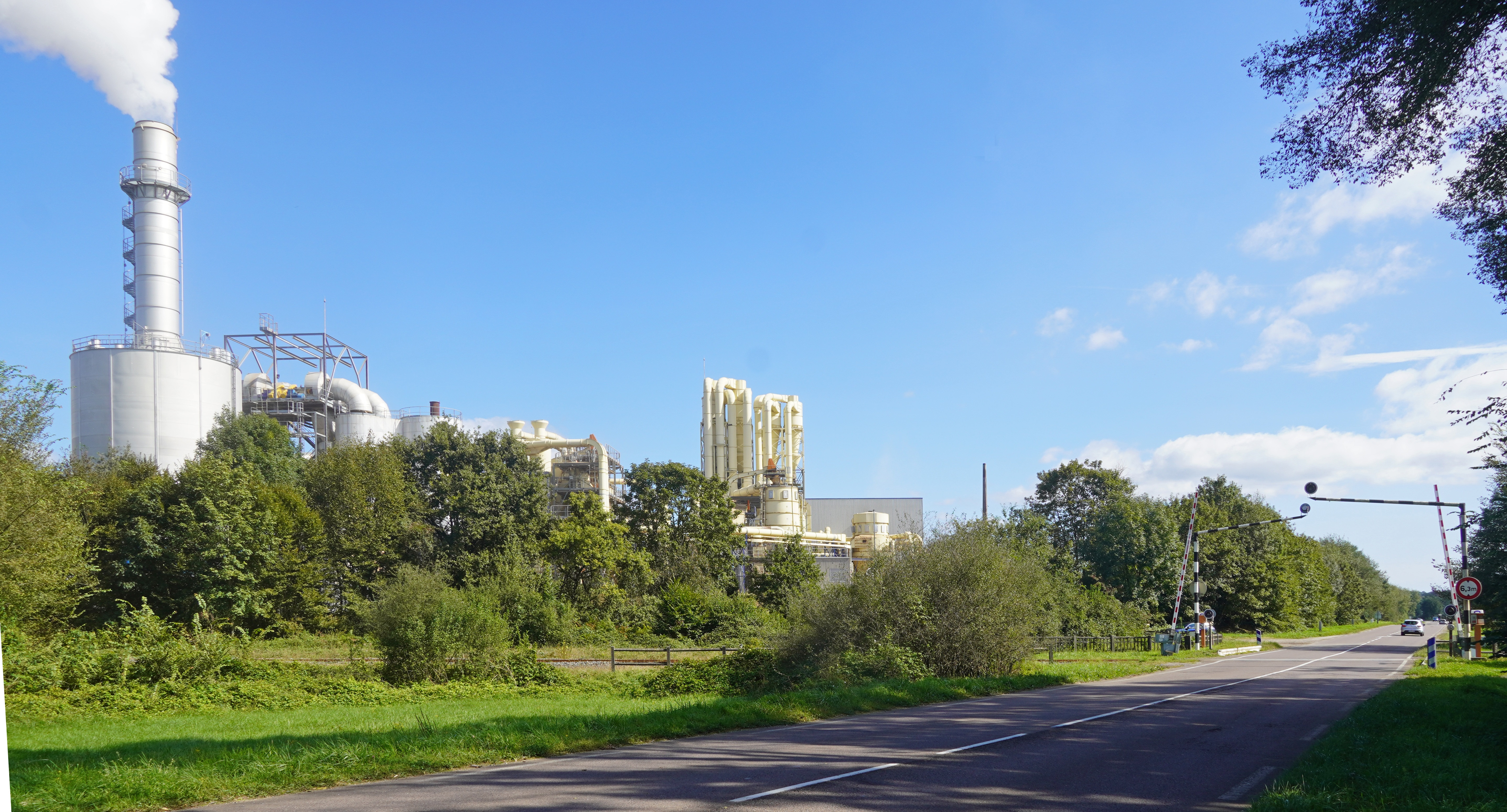
Usine de Lure.

- Lure : ancienne usine Isoroy rachetée en 2010 puis vendue à P3G Industries en 2019[99]

#### Hongrie
- Sopron

#### Lituanie
- Kazlu Ruda[100]

## Affaires judiciaires

### Accident domestique mettant en cause du mobilier Ikea
Commode Malm
En juin 2016, l’agence américaine de sécurité des consommateurs (CPSC) annonce que depuis 1989, cinq personnes ont été tuées et trente-et-une blessées lors de quarante-et-un accidents impliquant les commodes Malm. Selon le CSPC, si les commodes Malm n’ont pas été fixés au mur, ces meubles sont instables « posant un risque majeur de basculement (…) qui peut conduire à la mort ou à des blessures graves d’enfant ».
Parmi les cinq morts figurent trois enfants américains de moins de deux ans écrasés par une commode Malm. En 2014, un garçonnet s'est retrouvé écrasé entre la commode Malm et son lit. Sa mère l'a découvert « le visage pourpre et le corps irrémédiablement immobile ». En 2016, deux autres enfants sont morts dans des circonstances identiques.
Lampe Smila
En décembre 2013, au Royaume-Uni, la lampe murale Smila a causé la mort par strangulation d'« un enfant de 16 mois […] après s'être enroulé le cordon de la lampe autour du cou »,.
Chaise Mysingsö
En janvier 2017, Ikea retire la chaise de plage pliante Mysingsö, car des clients de Finlande, d'Allemagne, des États-Unis, du Danemark et d'Australie ont indiqué avoir subi des blessures, car la chaise peut s'écrouler.
Vélos Sladda
Le 24 mai 2018, Ikea rappelle les vélos Sladda car deux personnes ont été légèrement blessées en raison du saut de la chaîne. Il y a eu en tout onze incidents de ce genre dans le monde.

### Optimisation fiscale
En 2011, un documentaire met en évidence les montages financiers qui permettraient au groupe Ikea d’échapper aux impôts, notamment via une fondation basée au Liechtenstein. En France, la filiale du groupe utilise la loi Girardin permettant de déduire de ses impôts les investissements effectués en outre-mer.
En novembre 2014, des documents obtenus par un consortium de journalistes montrent qu’un dispositif existant depuis les années 1970 permet au groupe d’être exonéré d’impôts sur tous les revenus liés à la propriété intellectuelle d’Ikea.
À la suite de ces révélations, le fondateur d’Ikea, Ingvar Kamprad, a déclaré que l’entreprise a néanmoins toujours été respectueuse des lois.
Ikea est accusé en avril 2016 d'avoir échappé à un milliard d'euros d’impôts de 2009 à 2014, en recourant à des circuits financiers complexes entre plusieurs pays de l'union.
Le 18 décembre 2017, la Commission européenne annonce l'ouverture d'une enquête sur des avantages fiscaux accordés à l'enseigne par les Pays-Bas.

### Exploitation du travail de prisonnier politiques
En 2012, une enquête journalistique a révélé que, durant les années 1970 et 1980, le groupe Ikea avait fait fabriquer des meubles par plusieurs fournisseurs est-allemands, qui avaient recours à des prisonniers politiques.
Cette enquête, basée notamment sur l'exploitation des documents de la Stasi, a montré que, malgré ses dénégations, la direction d'Ikea avait conscience de faire travailler des prisonniers politiques,.
Face au scandale, le groupe s'était alors engagé à verser des réparations aux victimes. En 2024, soit douze ans après cette déclaration, Ikea a finalement versé 6 millions d’euros de réparation pour respecter son engagement.

### Publicités sans femmes en Arabie saoudite et en Israël
En octobre 2012, la direction d'Ikea a été contrainte de s'excuser après la publication de son catalogue saoudien, dans lequel les femmes sont volontairement retirées des photographies où sont présentés les produits à vendre, alors que les hommes restent présents. Cette mesure, destinée à s'adapter à la culture du pays, a d'autant plus suscité la polémique qu'Ikea est un groupe suédois, pays réputé pour l'égalité des sexes.
De même en 2017, un catalogue Ikea est spécialement distribué afin de séduire un public juif haredim (ultra-orthodoxes). Ce catalogue soulève des débats autour du prosélytisme et de la discrimination féminine. Ikea a  dû présenter des excuses.

### Contamination des produits alimentaires
En mars 2013, l'entreprise a reconnu que les tartes au chocolat vendues dans vingt-trois pays étaient potentiellement contaminées. Les analyses ont montré qu'elles contenaient des bactéries d'une contamination de matière fécale. En France, Ikea a vendu six mille tartes possiblement contaminées par des bactéries fécales. L'entreprise est également touchée par le scandale de la découverte de viande chevaline dans ses boulettes de viande. Néanmoins, ce scandale n'a nullement affecté les magasins du Canada et des États-Unis.

### Origine des boulettes de viande
En mai 2018, il est révélé par le gouvernement suédois que les boulettes de viande « köttbullar » sont en fait d'origine turque et non suédoise.

### Espionnage des salariés
Le 19 novembre 2013, trois dirigeants d’Ikea France sont mis en examen. À cette occasion, Ikea France en tant que personne morale est également mise en examen. Stefan Vanoverbeke, l'ex-PDG de la société, Jean-Louis Baillot, son prédécesseur, et Dariusz Rychert, directeur financier, ont été mis en examen pour complicité de collecte de données à caractère personnel et complicité de violation du secret professionnel. Ces événements ont eu lieu dans le cadre d'une enquête plus vaste pour soupçons d'espionnage illicite de salariés et de clients.
Après plusieurs années d'enquête, le parquet de Versailles réclame en janvier 2018 le renvoi devant le tribunal correctionnel d'une quinzaine de personnes, dont Jean-Louis Baillot et Stefan Vanoverbeke, ainsi que de l'entreprise Ikea France elle-même.
Le procès débute en mars 2021.
Le 30 mars 2021, trois ans de prison dont un an ferme sont requis contre un ancien PDG, Jean-Louis Baillot, ainsi que deux millions d'euros d'amende contre la société.
Le 15 juin 2021, la filiale française d’Ikea a été condamnée à une amende de 1 million d’euros pour recel de collecte de données à caractère personnel. Son ancien PDG, Jean-Louis Baillot, a, quant à lui, été condamné à deux ans de prison avec sursis et à une amende de 50 000 Euros

### Opposition à la politique de tolérance de l'entreprise
En juillet 2019, les évêques catholiques polonais ont dénoncé « l'endoctrinement LGBT » exercé par le groupe suédois Ikea, et ont pris la défense d'un salarié limogé, Tomasz K, qui avait cité des passages de l'Ancien Testament (du Lévitique) indiquant notamment que les homosexuels « seront mis à mort, leur sang retombera sur eux ».

### Vidéo
- Marianne Kerfriden, Xavier Deleu, « Ikea, le seigneur des forêts » [vidéo], sur arte.tv/fr, 2023 (consulté le 21 février 2024), enquête sur le plus gros consommateur de bois au monde, et ses pratiques d'exploitation forestière